# Луций Сициний (трибун 387 пр.н.е.)
Луций Сициний (на латински: Lucius Sicinius) е политик на Римската република през началото на 4 век пр.н.е. Произлиза от плебейската фамилия Сицинии.
През 387 пр.н.е. Луций Сициний e народен трибун. Тази година консулски военни трибуни са Луций Папирий Курсор,
Гай Корнелий, Гай Сергий Коксон, Луций Мамеркин, Лицин Менений и Луций Попликола. Луций Сициний представя пред Сената предложение за аграрен закон преди приетия от народа ager Pomptinus или ager Pomptirms. На 18 юли 387 пр.н.е. галите побеждават римляните в Битката при р. Алия, завладяват Рим и подпалват голяма част от града. Множество жители бягат от нападателите.